# Pedro Pablo de Acevedo
Pedro Pablo de Acevedo o Azebedo, S. I., (Toledo, 1522 – Madrid, 1 de febrero de 1573) fue un humanista y dramaturgo jesuita en latín español.

## Biografía
Su familia era de clase media; tuvo una hermana y diversos deudos en Toledo. Estudió humanidades, artes y teología en su ciudad natal; se ordenó sacerdote y se dedicó a la enseñanza de la gramática. No se sabe si estudió en Alcalá de Henares o en Salamanca; más es posible esto último, pues allí entró en contacto con los jesuitas, aunque solo entró en la Compañía a los treinta y dos años en el colegio de Sevilla, en 1554, siendo el primero que lo hizo allí; en realidad fue en Sanlúcar de Barrameda. Siendo excelente poeta y orador, y dominando el latín y el griego, "componía oraciones, diálogos, comedias y tragedias admirables, y después de haberlas compuesto y representado por algunos días se escondía y no aparecía en público por huir la ocasión de ser alabado... por esta causa procuraba que la composición se atribuyese a otro para que el trabajo fuese suyo y la honra ajena"; el jesuita Bartolomé Alcázar narra como el rasgo más representativo de su carácter una desusada modestia y humildad, hasta el punto de escoger la incómoda y poco honrosa predicación a las mujeres de la casa pública.
Fue enviado a enseñar gramática y retórica en el colegio de Córdoba, fundado apenas a fines de 1553; ya estaba allí en mayo de 1555 y permaneció hasta 1561, encargándose además de la correspondencia latina con Roma y, en calidad de magister rhetoricus, de los espectáculos / ejercicios teatrales de los alumnos en latín; así representó el 24 de junio de 1555, con motivo de la inauguración de la nueva sede del colegio, Acolastus, comoedia de filio prodigo, una obra del humanista holandés Willem de Volder / G. Gnapheus o Fullonius. El 27 de noviembre representó allí también un Colloquium per pueros actitatum posiblemente escrito por él. El 18 de octubre de 1556 adaptó y estrenó Euripus: tragoedia christiana, de Lievin van Brecht, y al fin diversas obras de su pluma: Dialogus in honorem divae Catharinae (egloga), ensalzando a la noble patrona del colegio de Córdoba, y su Comoedia metanoea, entre otras. De su labor teatral se conservan también Bellum Virtutum et Vitiorum (oct. de 1558) y ha subsistido un manuscrito con 25 de sus piezas dramáticas, mandadas copiar por su superior, lo que demuestra hasta que su punto se estimaban. Por esas fechas su fama era tal que fue llamado incluso a Granada para organizar un espectáculo teatral; además, algunas de sus obras se repusieron. A fines de 1561 fue llamado al colegio de Sevilla y, ya achacoso y enfermo de "dolor de costado", su superior le asignó la cátedra de retórica en el colegio de Madrid y marchó allí; pero la regentó poco tiempo y ni siquiera pudo dar clase: ese dolor de costado acabó con su vida el 1 de febrero de 1573, o, según otros, el 12 de enero del mismo año.
Su teatro se representó incluso en el extranjero y, como primero que se compuso, pero también por sus propios méritos, sirvió de modelo al teatro jesuítico latino posterior. Divide las piezas en cinco actos, como aconsejaba Horacio, y les añade un prologus, como Plauto y Terencio, con la intención de adelantar el argumento, y también usa coros al terminar los actos, cantados en verso castellano. Los textos, siempre de tema religioso o moral, y sometidos a una fuerte censura, como sus propias adaptaciones de obras de humanistas extranjeros, son una taracea de diversos autores clásicos romanos y griegos, principalmente y por este orden Terencio, Cicerón, Horacio, Virgilio, Livio, Juvenal, Salustio y otros; entre los modernos destaca Erasmo de Róterdam y alguna de sus compilaciones de adagios y apotegmas; abundan las frases hechas en latín por evidente motivo didáctico.

## Obras

### Colecciones
- Teatro escolar latino del siglo XVI: la obra de Pedro Pablo de Acevedo S. I. I, Lucifer Furens ; Occasio ; Philautus ; Charopus. Madrid: Clásicas, 1997.
- Teatro escolar latino del siglo XVI: la obra de Pedro Pablo de Acevedo. II, Bellum uirtutum et uitiorum, Metanoea, In festo corporis Christi, Coena Regis, In sacramento Corporis Christi, Actio feriis sollemnibus Corporis Christi, Athanasia. Madrid: Universidad Autónoma de Madrid, 2007.

### Sueltas
- Metanoea
- In festo corporis Christi
- Coena Regis
- In sacramento Corporis Christi
- Athanasia
- Philautus
- Charopus
- Dialogus in honorem divae Catharinae (egloga)
- Bellum virtutum et vitiorum (oct. de 1558).
- Actio feriis solemnibus corporis Christi, 1564.
- Occasio, 1564.
- Lucifer furens